# Poundbury
Koordinaten: 50° 43′ N, 2° 28′ W
Die britische Ortschaft Poundbury bei Dorchester in der Grafschaft Dorset ist eine seit 1993 im Bau befindliche Modellstadt zur Umsetzung der Grundsätze der nachhaltigen Entwicklung und der Gestaltungsgrundsätze, die der heutige britische König Charles III. in seinem Buch A Vision Of Britain darlegte.

## Konzept
Charles (damals noch Prince of Wales) war maßgeblich an der Konzeption und Umsetzung beteiligt, zusammen mit dem luxemburgischen Städteplaner und Architekturtheoretiker Léon Krier. Die Siedlung wurde auf Pachtland des Herzogtums Cornwall errichtet.
Das architektonische Gesamtkonzept basiert auf einer Ablehnung der Gestaltungsprinzipien der Moderne und orientiert sich stattdessen an klassizistischer und traditioneller Architektur. Es gehört zum Konzept, Sozialwohnungen und Privathäuser in einem kleinstädtischen Gefüge zu mischen, Grünflächen zu integrieren und die Ansiedlung harmonisch in die Landschaft einzufügen. Bauvolumina sowie Höhen sollen sich an „menschlichem Maß“ orientieren, ohne in den Größenwahn des modernistischen Neoklassizismus der 1930er Jahre zu verfallen. Durch schlichte, noble, maßvolle und abwechslungsreiche Gestaltung soll das als deprimierend hässlich, monoton und billig empfundene Aussehen modernistischen sozialen Wohnungsbaus ebenso vermieden werden wie der Kitsch eines vor allem in den USA verbreiteten „überzuckerten“ Neohistorismus oder die „spleenige Originalitätssucht“ postmoderner Architektur.
Poundbury ist ein Beispiel für die Bewegung des New Urbanism, die in den 1980er Jahren als Gegenbewegung gegen die immer weiter ausufernde Zersiedelung von Landschaft gegründet wurde. Die englische Version folgt einer Bautradition, die bereits um 1900 von Architekten und Stadtplanern wie Raymond Unwin (etwa bei dessen Hampstead Garden Suburb in London) auf die Ensemblewirkung von Stadt und Landschaft achtete und auch auf moderne Theorien malerischen Städtebaus, die dem romantischen Ideal des Picturesque folgen, etwa bei Nikolaus Pevsner, ausstrahlte.
Bis September 2022 war Prince Charles als Herzog von Cornwall Eigentümer des Pachtlandes, auf dem die Kleinstadt Poundbury steht. Durch die Proklamation zum Charles III. ging das Pachtland auf Prince William, der Herzog von Cornwall wurde, über. Stand 2022 ist die Nachfrage nach Immobilien, insbesondere von Rentnern aus London und Familien aus dem Umland, groß und die Ortschaft wächst an den Rändern, sodass Poundburys Rand bereits an den Stadtrand von Dorchester angrenzt. Für das Jahr 2026 wird die Einwohnerzahl in Poundbury auf etwa 6000 Menschen prognostiziert.

## Galerie

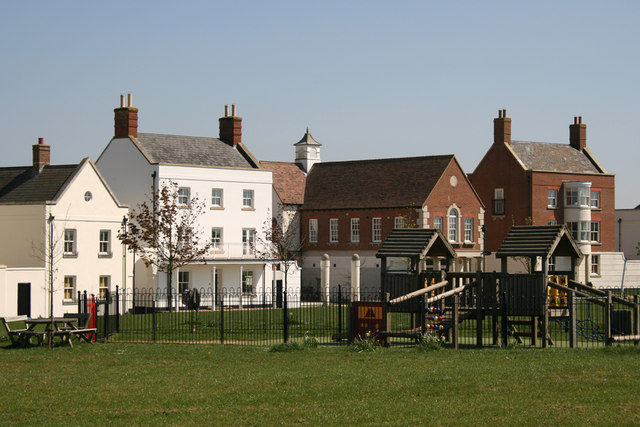
Wohnhäuser und Spielplatz
Queen Mother Square
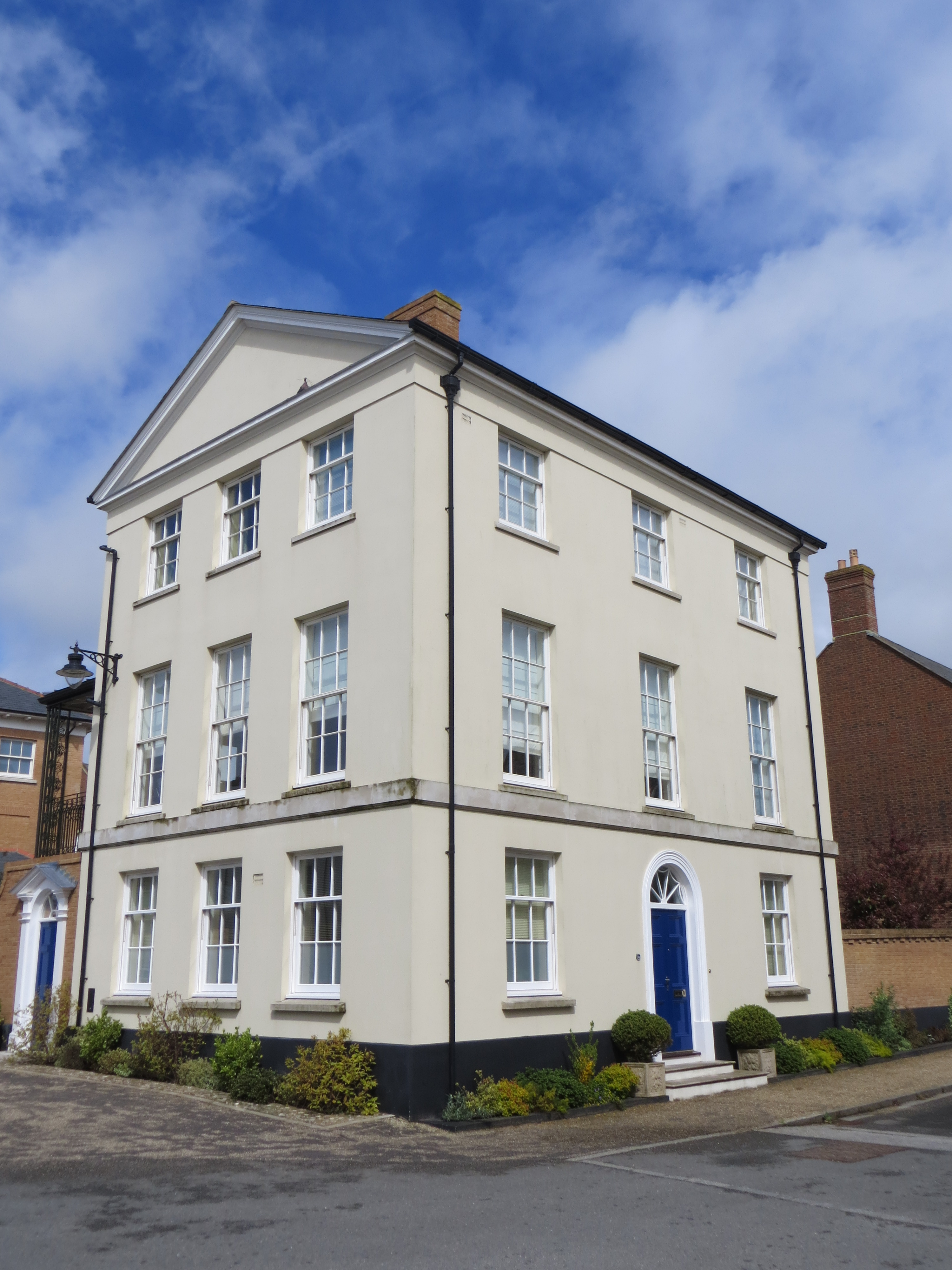
Wohnhaus
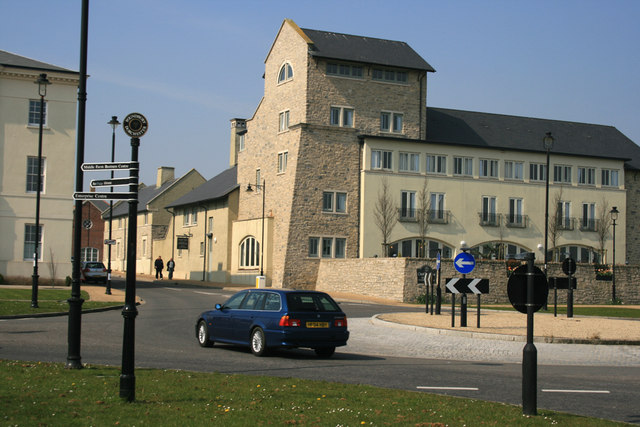
Schule
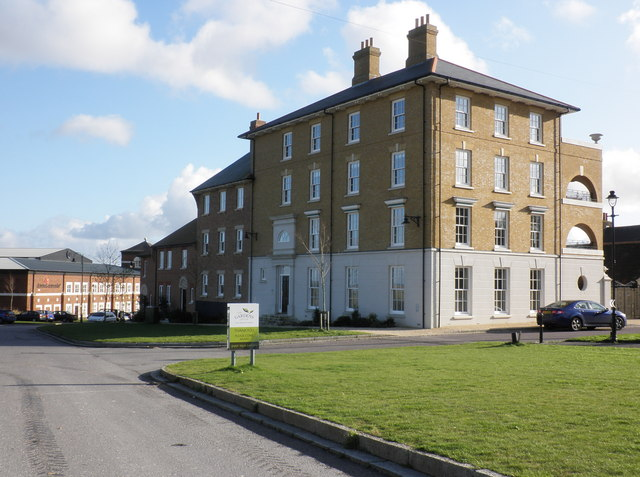
Wohn- und Bürohaus
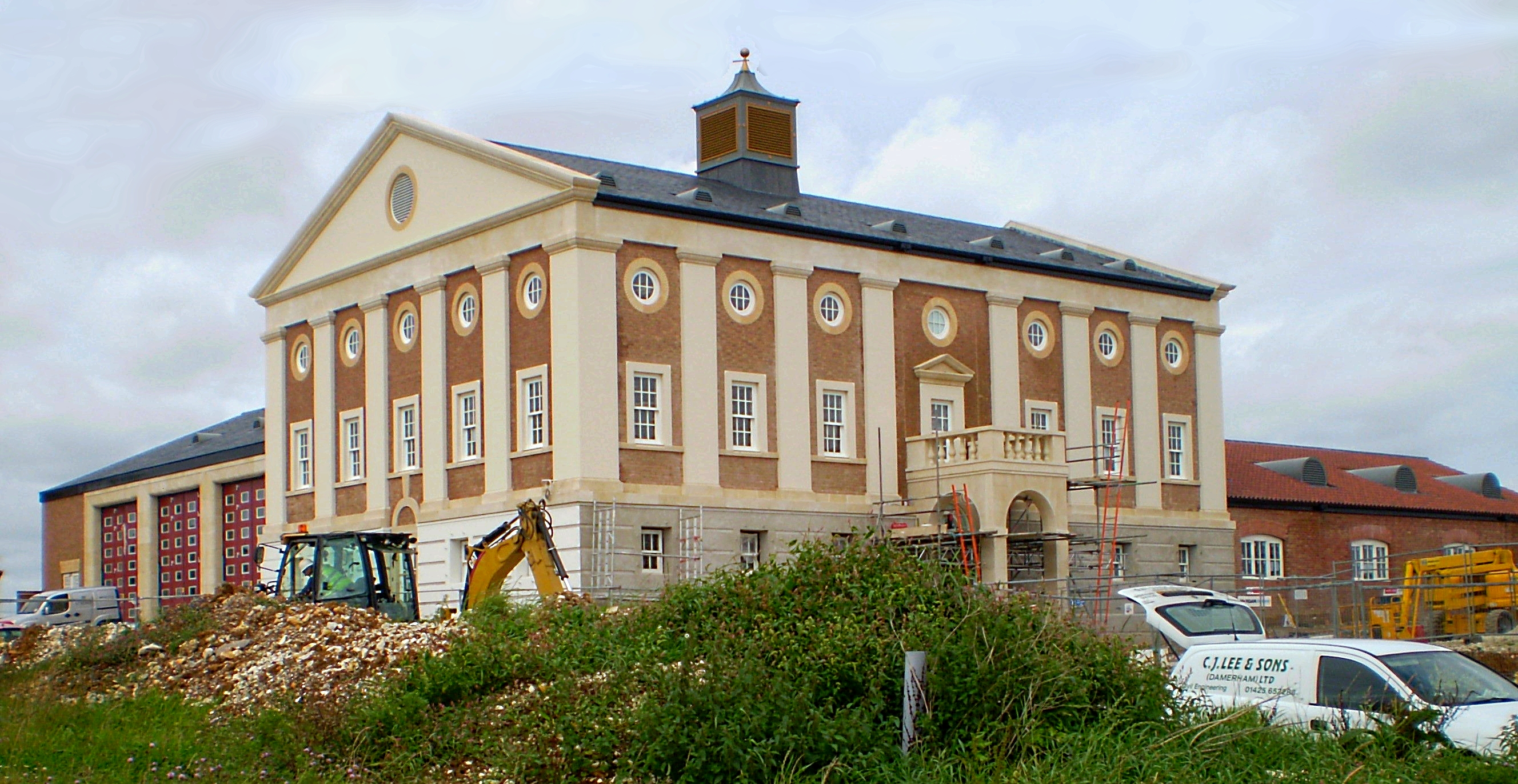
Feuerwache
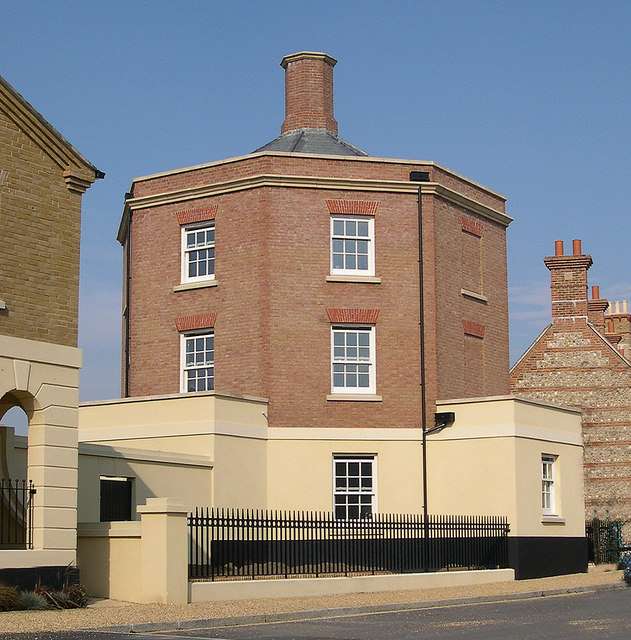
„Wasserturmhaus“
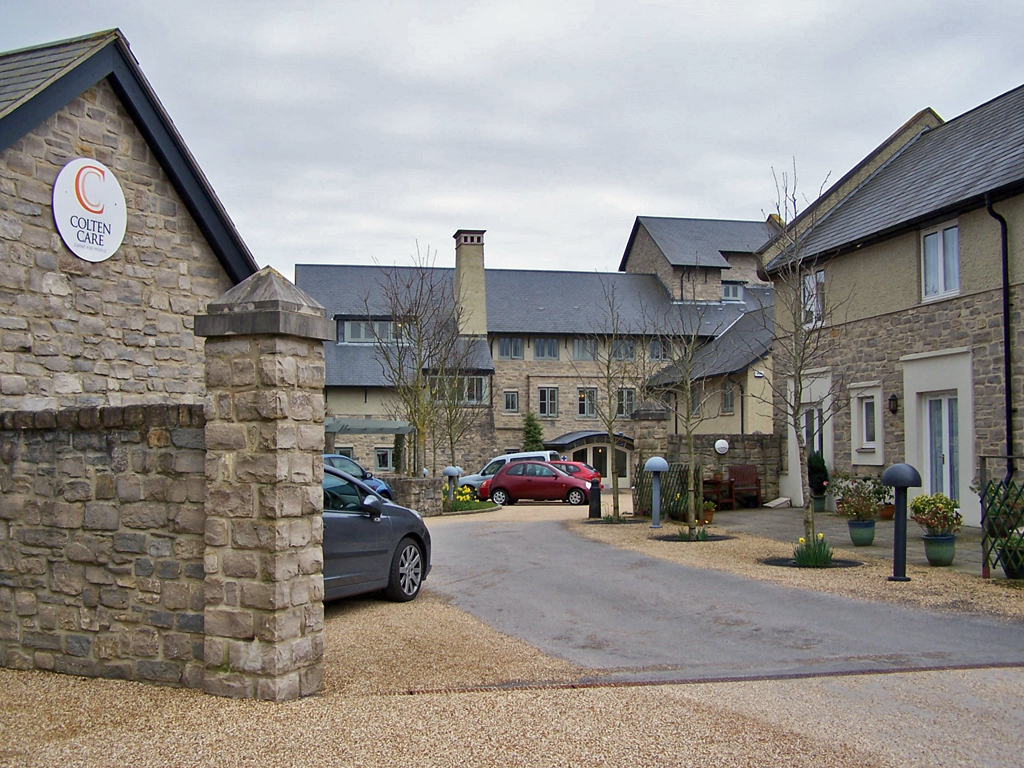
Hofanlage